# Romanceram
Romanceram este o companie din producătoare de ceramică din Roman, România.
Acționarul majoritar al Romanceram este compania poloneză Cersanit SA, care cotrolează 79,07% din capitalul social.
Titlurile societății sunt tranzacționate la categoria de bază a pieței Rasdaq, la secțiunea de negociere extrabursieră, sub simbolul RMRM.
În octombrie 2006, producătorul de obiecte sanitare Cersanit din Polonia a achiziționat un pachet de 77,85% din acțiunile companiei Romanceram.
Romanceram deține, la Roman, o unitate de producție a pieselor ceramice pentru sobe de teracotă și a obiectelor sanitare din porțelan.
În ianuarie 2008, numele companiei a fost schimbat în Cersanit România, preluând numele acționarului majoritar.
Cifra de afaceri în 2005: 31,5 milioane lei